# Llista de les aglomeracions urbanes més grans d'Amèrica del Nord

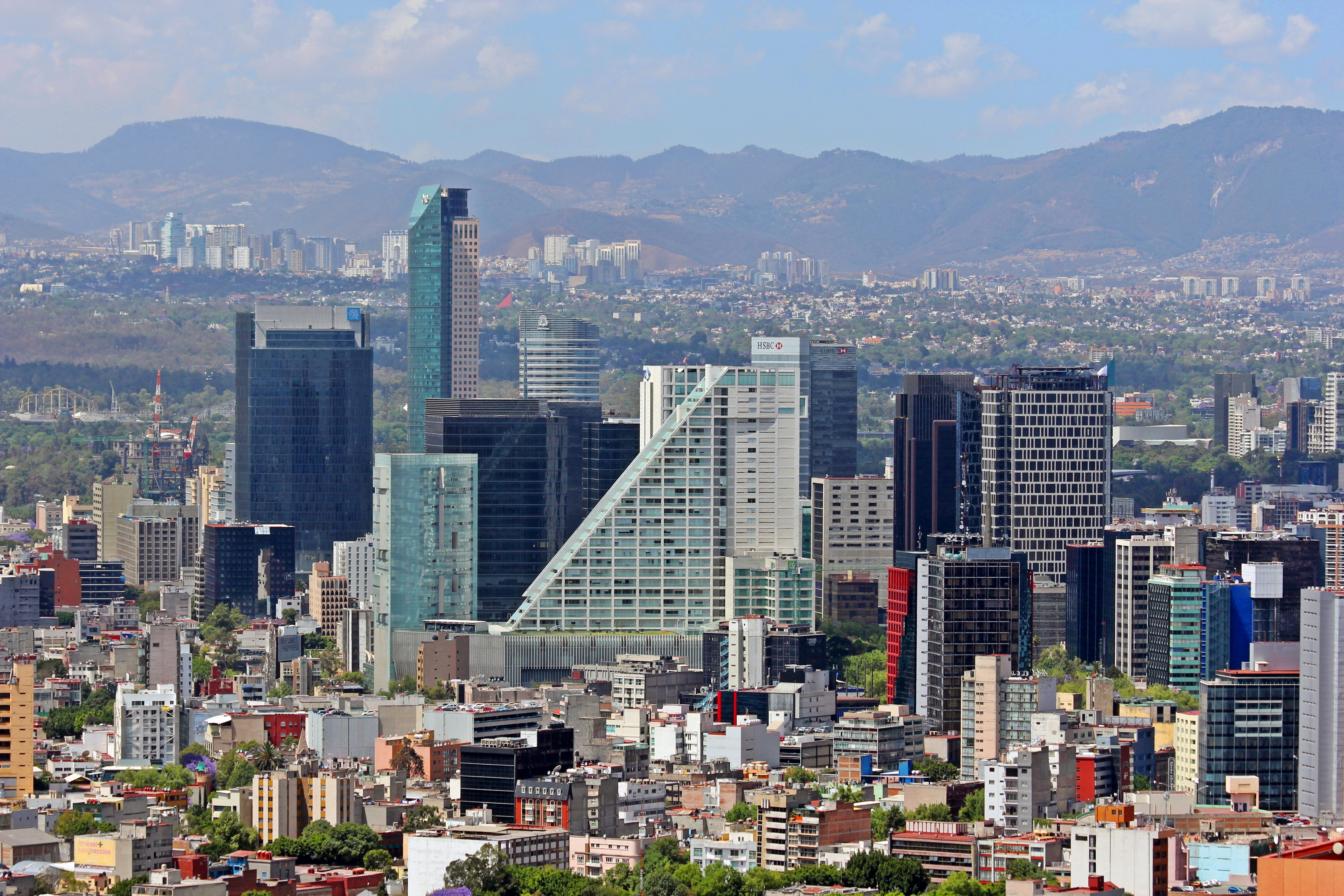
Ciutat de Mèxic

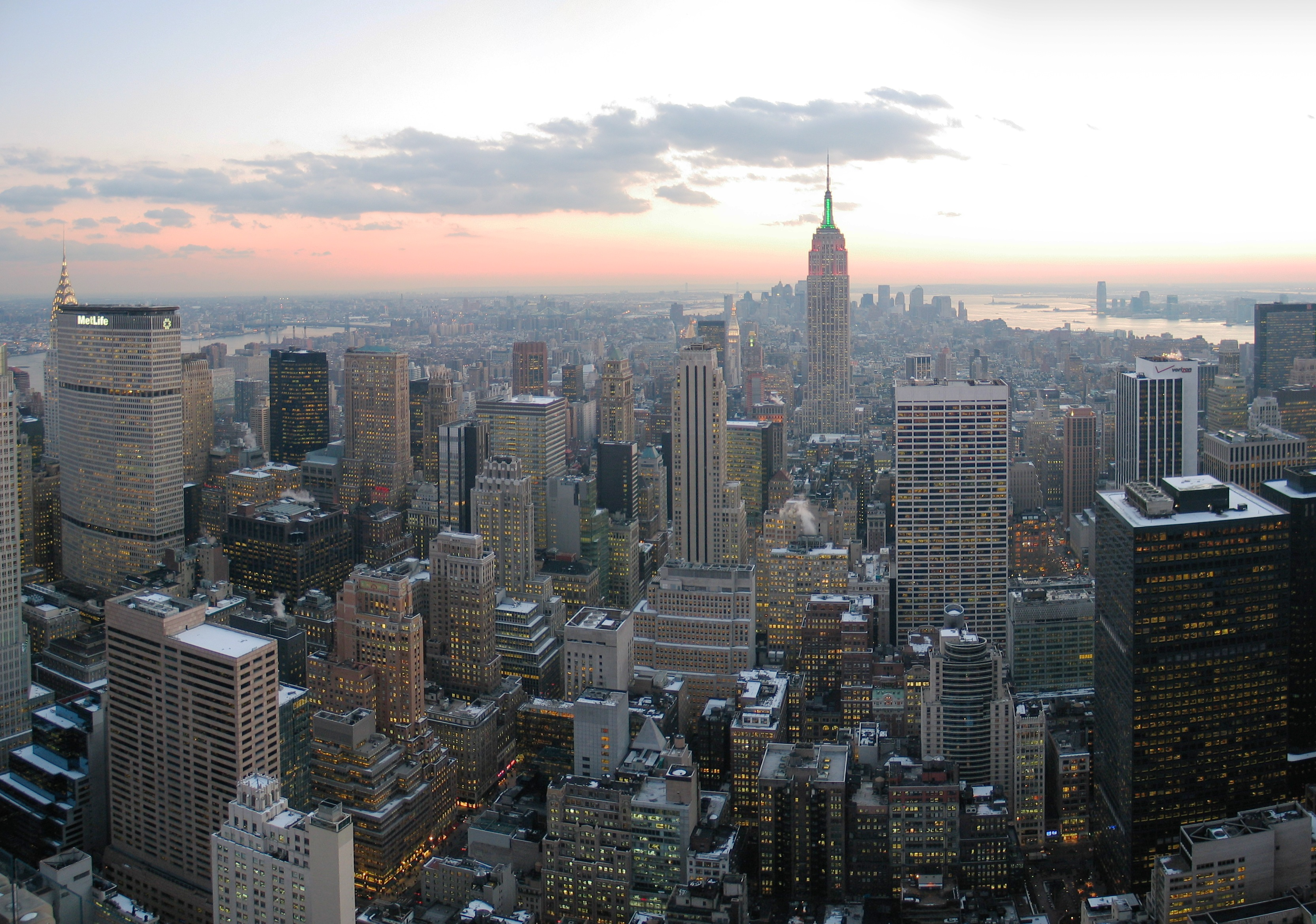
Nova York

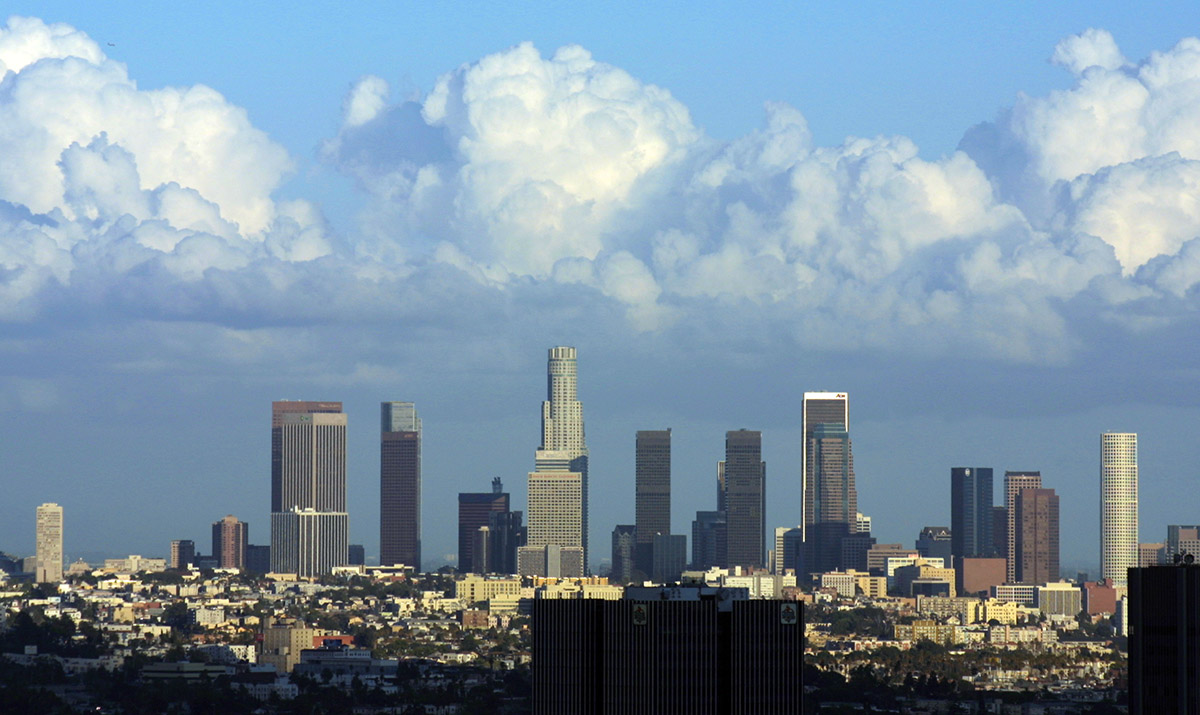
Los Angeles

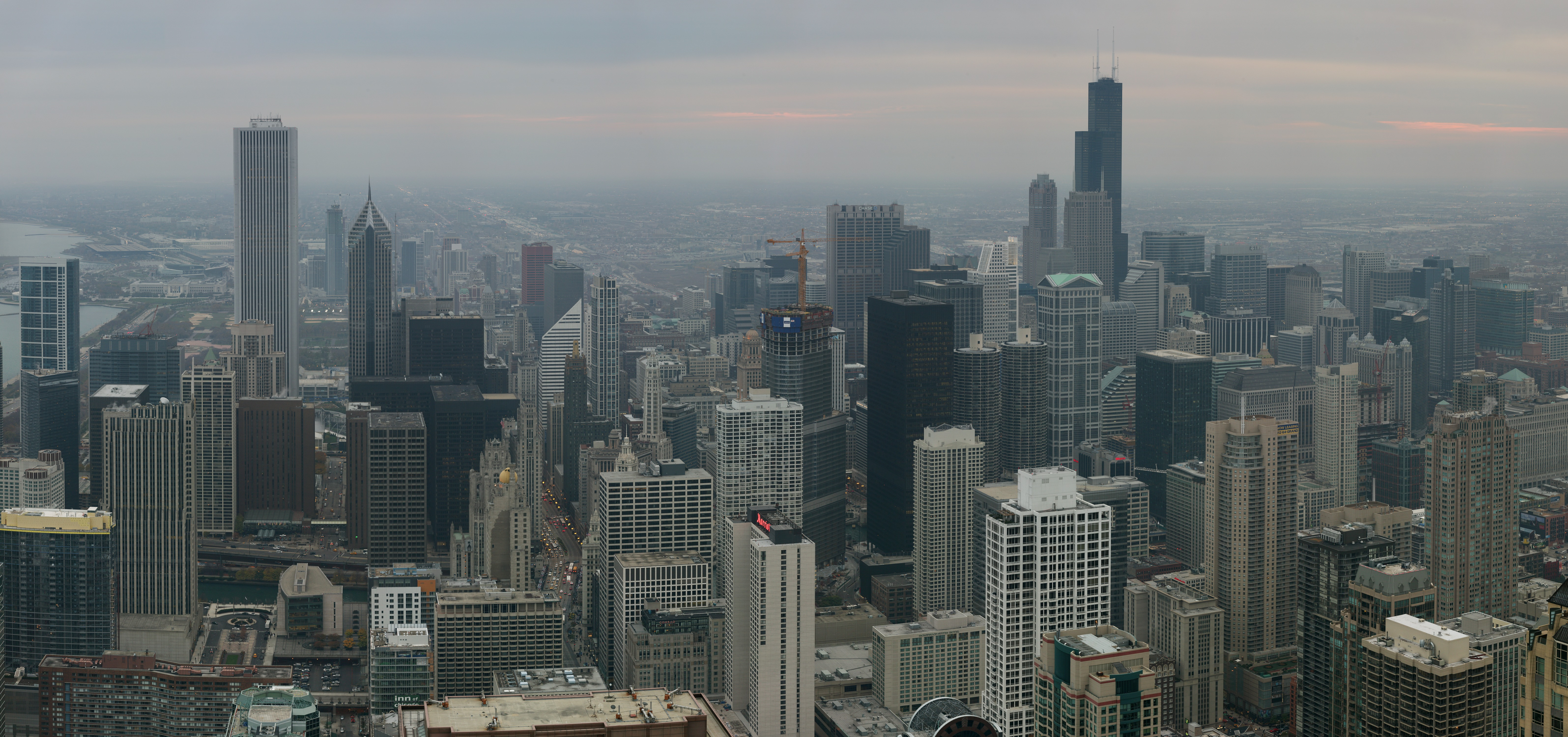
Chicago

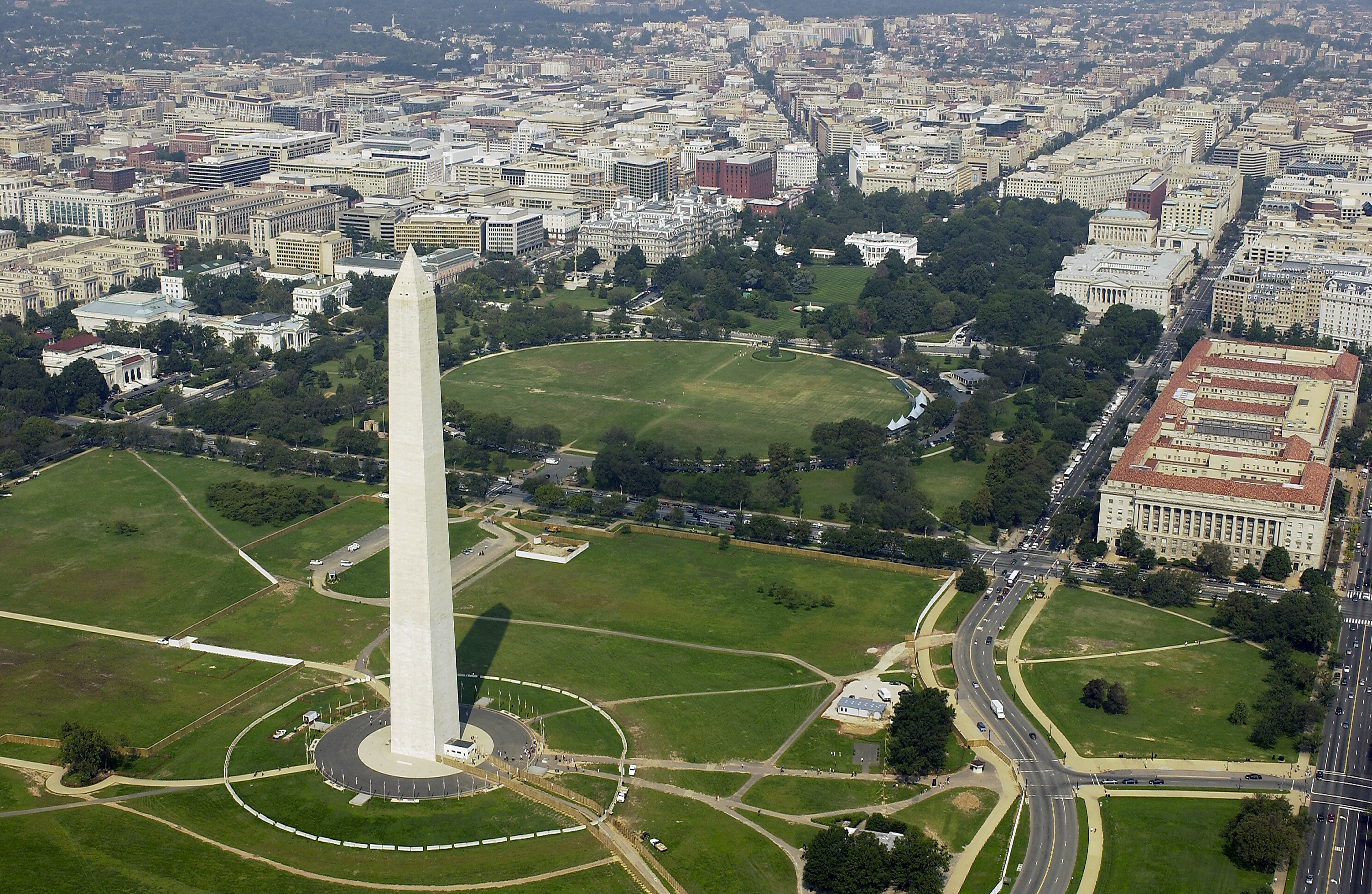
Washington

Toronto

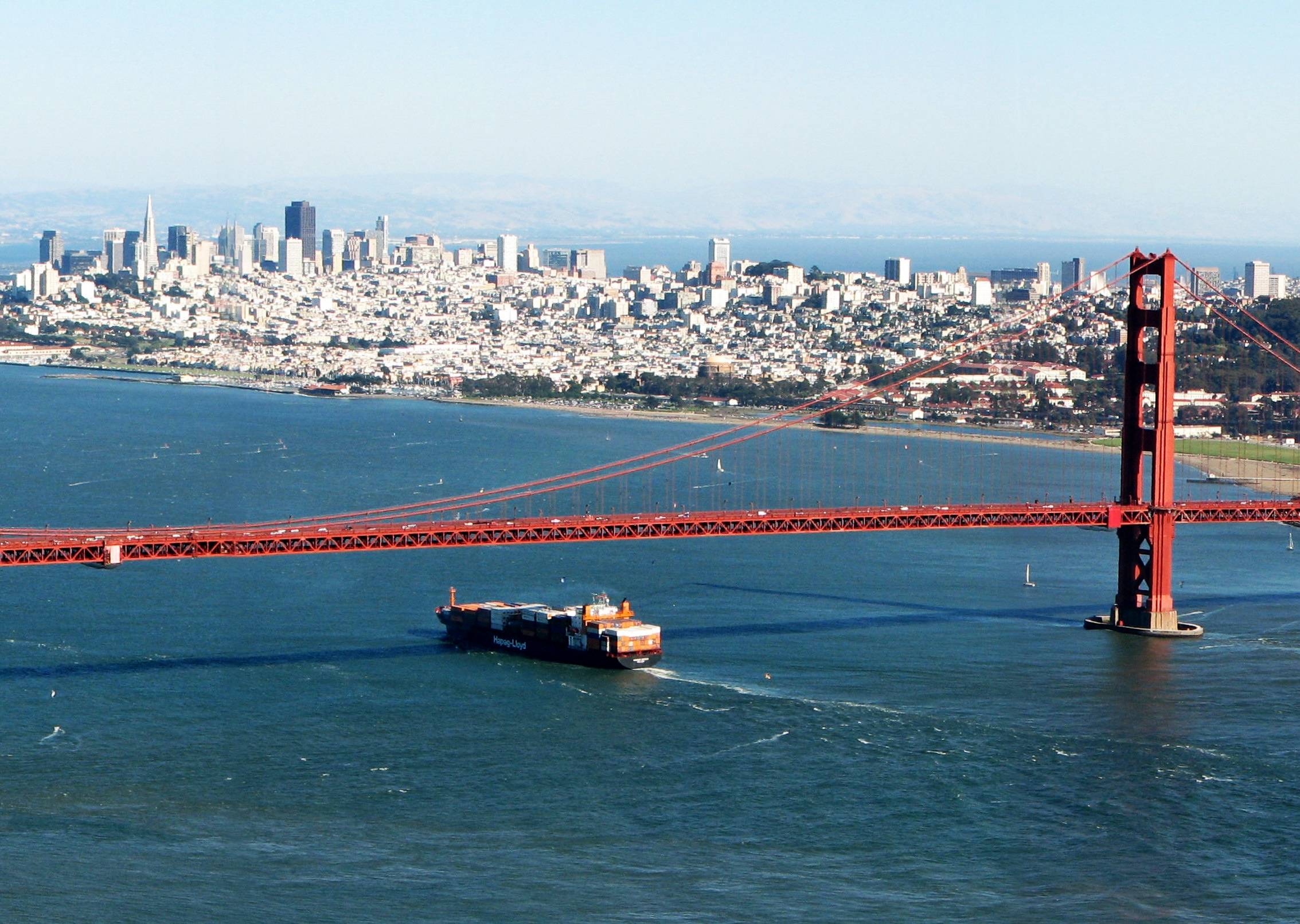
San Francisco

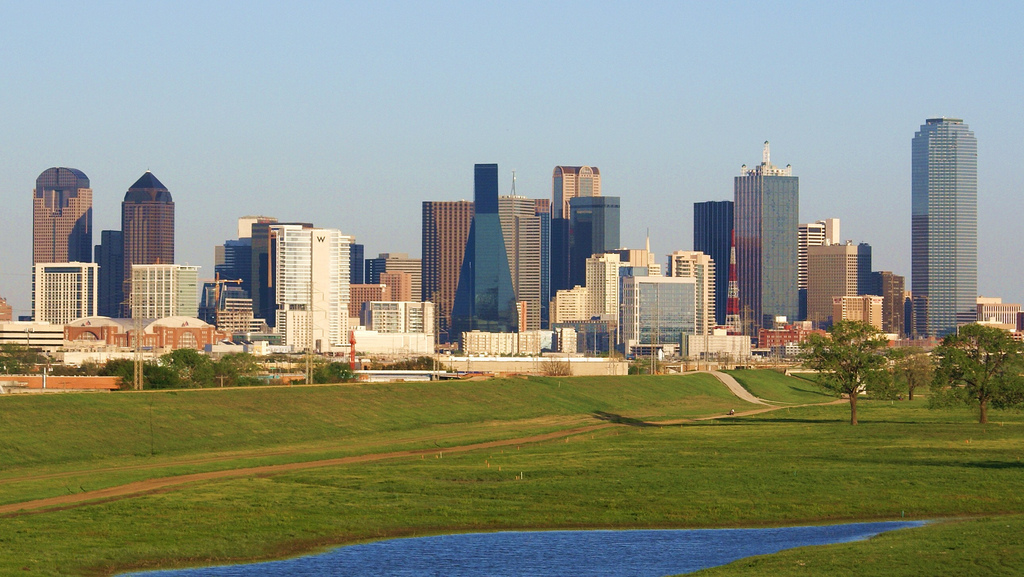
Dallas

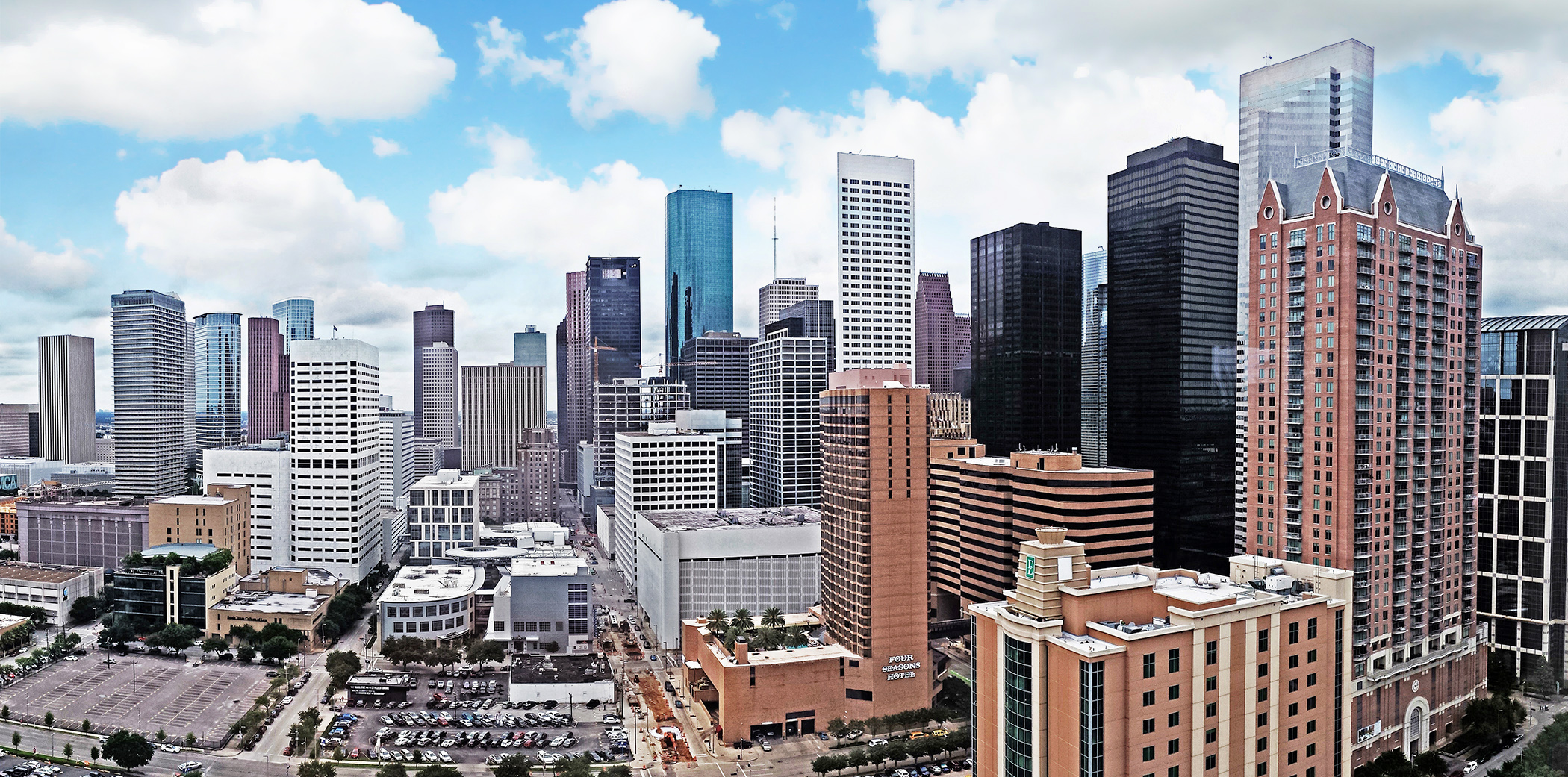
Houston

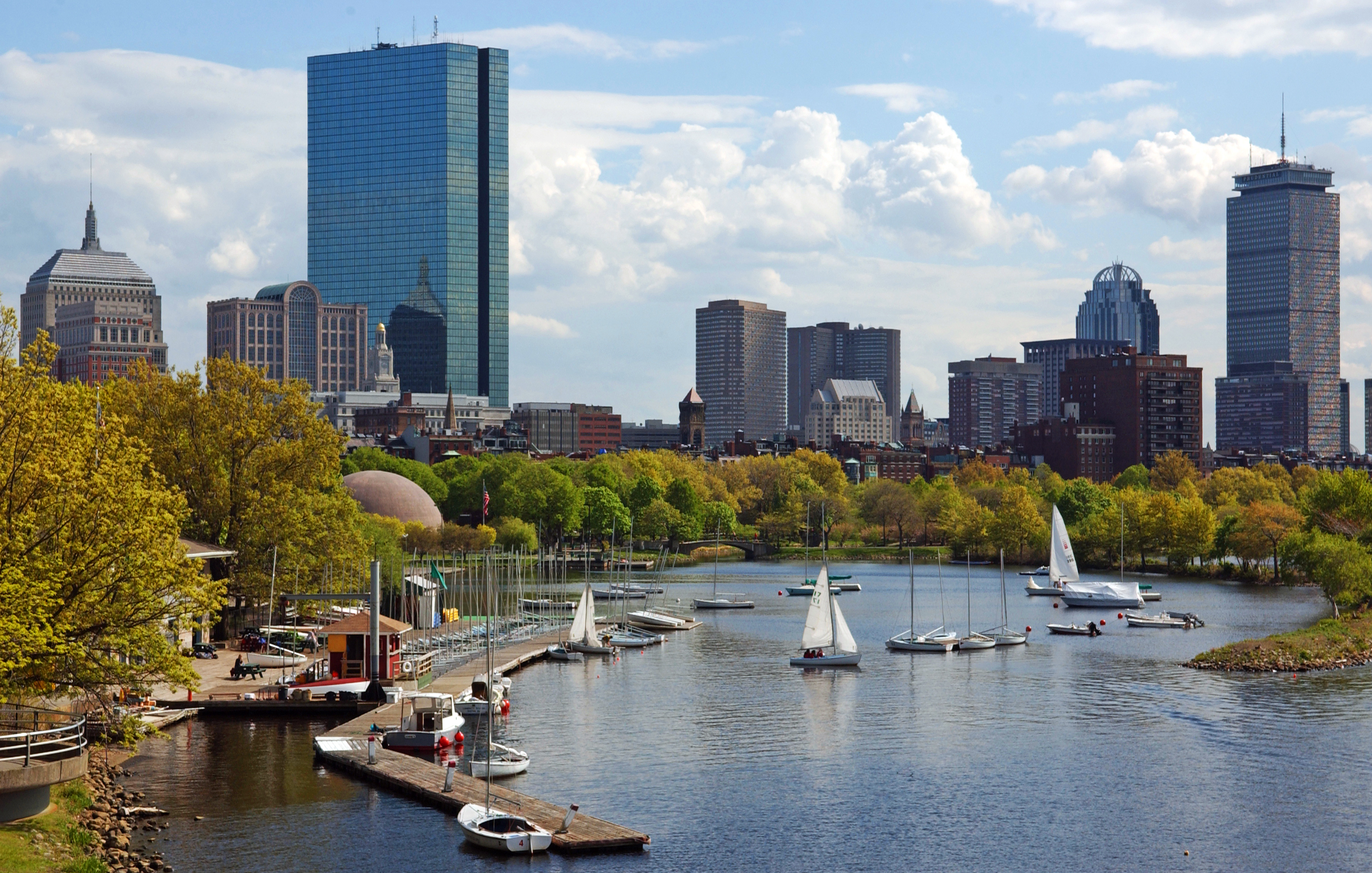
Boston

Aquesta és una llista de les aglomeracions urbanes més grans d'Amèrica del Nord. Inclou les 50 aglomeracions urbanes més poblades.
| Posició | Nom                                     | Població estimada | Estimació demogràfica |
| ------- | --------------------------------------- | ----------------- | --------------------- |
| 1       | Ciutat de Mèxic, Mèxic                  | 24.500.000        | 21.505.000            |
| 2       | Nova York, Estats Units                 | 21.800.000        | 20.902.000            |
| 3       | Los Angeles, Estats Units               | 17.600.000        | 15.477.000            |
| 4       | Chicago, Estats Units                   | 9.650.000         | 9.013.000             |
| 5       | Washington–Baltimore, Estats Units      | 8.550.000         | 7.583.000             |
| 6       | Toronto, Canadà                         | 7.759.635         | 7.650.000             |
| 7       | San Francisco, Estats Units             | 7.750.000         | 6.481.000             |
| 8       | Philadelphia, Estats Units              | 7.350.000         | 5.697.000             |
| 9       | Dallas–Fort Worth, Estats Units         | 7.300.000         | 6.960.000             |
| 10      | Houston, Estats Units                   | 6.800.000         | 6.529.000             |
| 11      | Miami, Estats Units                     | 6.350.000         | 6.212.000             |
| 12      | Atlanta, Estats Units                   | 5.900.000         | 5.434.000             |
| 13      | Detroit–Windsor, Estats Units i Canadà  | 5.750.000         | 4.192.000             |
| 14      | Monterrey, Mèxic                        | 5.600.000         | 5.584.000             |
| 15      | Guadalajara, Mèxic                      | 5.268.642         | 5.437.000             |
| 16      | San Diego–Tijuana, Estats Units i Mèxic | 5.425.000         | 5.290.000             |
| 17      | Boston, Estats Units                    | 7.700.000         | 4.941.632             |
| 18      | Phoenix, Estats Units                   | 4.800.000         | 4.685.000             |
| 19      | Seattle, Estats Units                   | 4.475.000         | 4.084.000             |
| 20      | Tampa, Estats Units                     | 4.475.000         | 2.819.000             |
| 21      | Mont-real, Canadà                       | 4.325.000         | 3.746.000             |
| 22      | Puebla, Mèxic                           | 4.025.000         | 2.551.000             |
| 23      | Santo Domingo, República Dominicana     | 4.000.000         | 4.292.000             |
| 24      | Denver, Estats Units                    | 3.800.000         | 2.861.000             |
| 25      | Orlando, Estats Units                   | 3.500.000         | 2.337.000             |
| 26      | Port-au-Prince, Haití                   | 3.325.000         | 3.016.000             |
| 27      | Ciutat de Guatemala, Guatemala          | 3.200.000         | 2.993.000             |
| 28      | Minneapolis–St. Paul, Estats Units      | 3.200.000         | 2.945.000             |
| 29      | Cleveland, Estats Units                 | 3.050.000         | 2.770.000             |
| 30      | Vancouver, Canadà                       | 3.250.000         | 3.060.000             |
| 31      | Cincinnati, Estats Units                | 2.800.000         | 1.700.000             |
| 32      | El Paso–Juárez, Estats Units i Mèxic    | 2.580.000         | 2.329.000             |
| 33      | Toluca, Mèxic                           | 2.550.000         | 1.816.000             |
| 34      | Salt Lake City, Estats Units            | 2.525.000         | 2.452.000             |
| 35      | Charlotte, Estats Units                 | 2.500.000         | 2.111.000             |
| 36      | Portland, Estats Units                  | 2.450.000         | 2.116.000             |
| 37      | San José, Costa Rica                    | 2.375.000         | 1.986.000             |
| 38      | St. Louis, Estats Units                 | 2.350.000         | 2.248.000             |
| 39      | Las Vegas, Estats Units                 | 2.300.000         | 2.551.000             |
| 40      | San Antonio, Estats Units               | 2.250.000         | 2.162.000             |
| 41      | L'Havana, Cuba                          | 2.225.000         | 2.020.000             |
| 42      | León, Mèxic                             | 2.150.000         | 1.659.000             |
| 43      | Sacramento, Estats Units                | 2.100.000         | 1.932.000             |
| 44      | Indianapolis, Estats Units              | 2.025.000         | 1.637.000             |
| 45      | Pittsburgh, Estats Units                | 2.025.000         | 1.689.000             |
| 46      | Austin, Estats Units                    | 2.000.000         | 1.922.000             |
| 47      | Kansas City, Estats Units               | 2,000,000         | 1,734,000             |
| 48      | San Juan, Estats Units                  | 1.920.000         | 2.058.000             |
| 49      | San Salvador, El Salvador               | 1.880.000         | 1.600.000             |
| 50      | Columbus, Estats Units                  | 1.770.000         | 1.500.000             |